# Julius Frey (Schauspieler)
Julius Frey (* 12. Januar 1901 in München; † 29. November 1948 ebenda) war ein deutscher Schauspieler bei Bühne und Film.

## Leben und Wirken
Frey spielte sein Leben lang an Bühnen seiner Heimatstadt München. Er begann in den 1920er Jahren in der Komparserie des Bayerischen Staatstheaters und trat noch im selben Jahrzehnt an eben dieser Bühne auch mit kleinen Sprechrollen auf. 1930 wurde er dort reguläres Ensemblemitglied, ehe Frey zum Ausbruch des Zweiten Weltkriegs an das Staatsschauspiel wechselte. Nach 1945 sah man ihn in seinen verbleibenden drei Lebensjahren an den Städtischen Bühnen Münchens.
Mehrere Jahre lang wirkte Julius Frey mit kleinen Rollen auch Münchner Filmproduktionen mit. Dort spielte er einfache Leute aller Arten, oftmals mit bajuwarischem Einschlag. Er spielt Wirtsleute, Wachtmeister, Pförtner und Metzger. Frey stand 1944 in der Gottbegnadeten-Liste des Reichsministeriums für Volksaufklärung und Propaganda.
Zum Nachkriegsfilm fand Frey keinen Anschluss mehr; er starb gerade einmal 47 Jahre alt, im Herbst 1948. Zuletzt war er in München in der Ganghofer Straße 50 gemeldet.

## Filmografie
- 1937: IA in Oberbayern
- 1939: Fasching
- 1939: Der ewige Quell
- 1940: Das sündige Dorf
- 1940/53: Gesprengte Gitter
- 1941: Komödianten
- 1941: Der scheinheilige Florian
- 1942: Der dunkle Tag
- 1942: Peterle
- 1944: Der kleine Muck
- 1944/48: Im Tempel der Venus
- 1945: Wo ist Herr Belling? (unvollendet)
- 1945: Shiva und die Galgenblume (unvollendet)